# 万華鏡百景色
『万華鏡百景色』（ばんかきょうひゃくげしき）は2023年宝塚歌劇団のショー作品。形式名は「東京詞華集（トーキョーアンソロジー）」。併演は『フリューゲル　－君がくれた翼－』。
大都市・東京を舞台に江戸から現代に至るまでの変遷を万華鏡になぞらえて繰り広げるショー作品。演出家・栗田優香の宝塚大劇場デビュー作品。

## 出演
- 月城かなと[3]
- 海乃美月
- 鳳月杏
- 風間柚乃
- 礼華はる

他、月組生。

## スタッフ
- 作・演出：栗田優香[1]

## 上演期間
- 宝塚大劇場
  - 2023年8月18日 - 9月24日[4]
- 東京宝塚劇場
  - 2023年10月14日 - 11月19日[4]